# Konrad II. von Pfeffenhausen

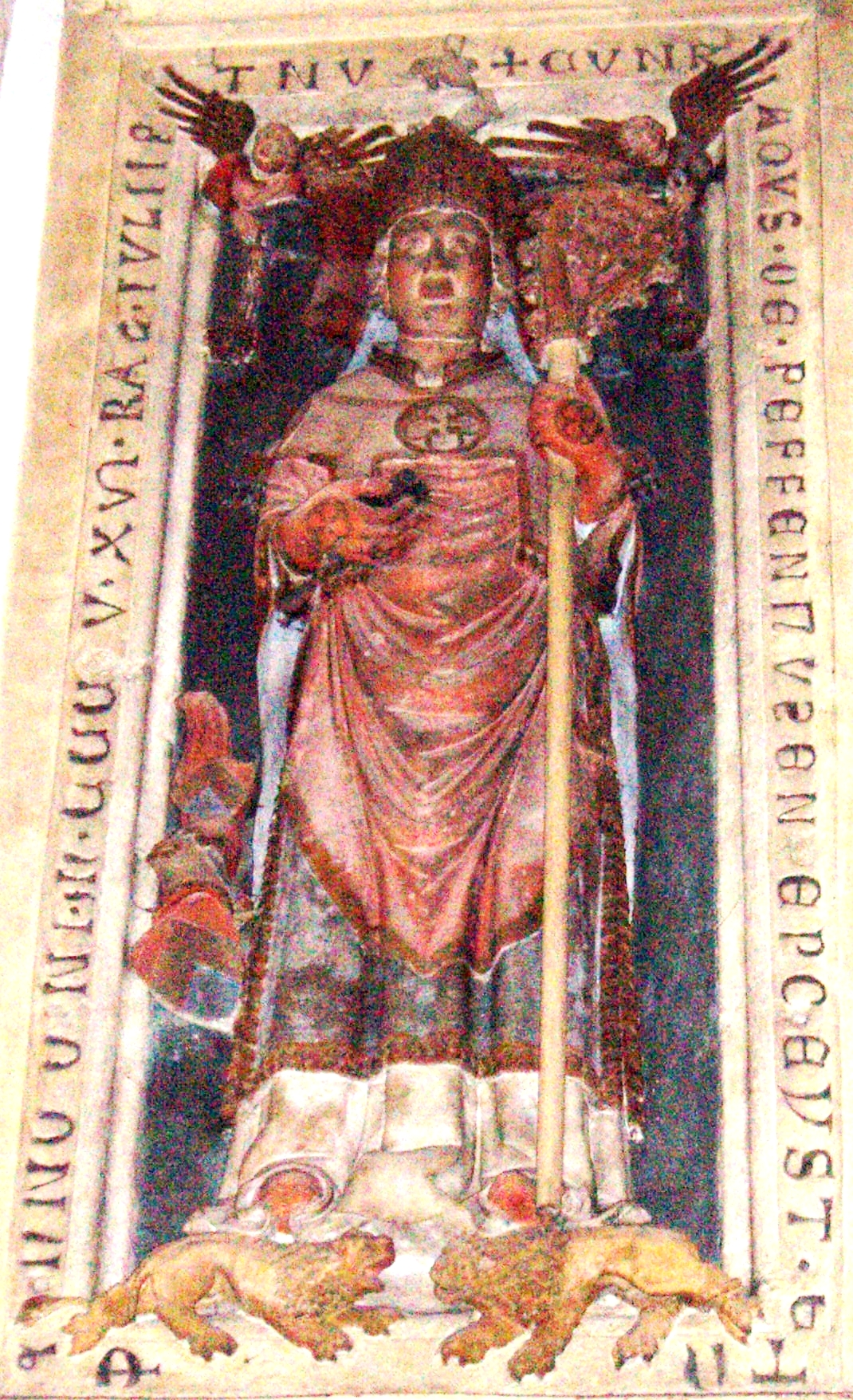
Grabdenkmal Konrads im Dom

Konrad II. von Pfeffenhausen († 17. Mai 1305 im Kloster Heilsbronn) war Fürstbischof von Eichstätt von 1297 bis 1305.

## Leben
Konrad II. stammte aus dem Geschlecht derer von Pfeffenhausen, benannt nach Ort und Burg Pfeffenhausen, heute im niederbayerischen Landkreis Landshut gelegen. Sein Vater war Ulrich von Pfeffenhausen und seine Mutter war die Schwester des Regensburger Bischofs Heinrich II. von Rotteneck. Konrad II. trat seit 1280 als Eichstätter Domherr in Erscheinung. Er bekleidete im Bistum Eichstätt weitere Ämter, außerdem war er auch Regensburger Domherr und tätig in der Kanzlei von Ludwig dem Strengen, wodurch er über wichtige politische Verbindungen verfügte. Graf Gebhardt VI. von Hirschberg, Vogt der Eichstätter Kirche, stellte die Weichen, dass im Falle seiner Kinderlosigkeit das Hirschberger Erbe an das Hochstift Eichstätt fallen würde. Das Vermächtnis bestand allerdings auch aus der Übernahme von Schulden und der Auseinandersetzung mit Ansprüchen benachbarter Länder, die noch die beiden Nachfolger Konrads II. beschäftigten. Bautätigkeiten sind an den Burgen Nassenfels und Mörnsheim bekannt. Im Sommer 1298 fanden ausgehend von Röttingen im Bistum Würzburg unter Manegold von Neuenburg Übergriffe gegenüber Juden statt. Er wurde im Eichstätter Dom bestattet, sein Grabmal zählt zu den ältesten, das sich bis heute erhalten hat.